# Lista de membros do Angra
Esta é lista de membros de Angra, uma banda de power metal formada originalmente pelo vocalista Andre Matos, os guitarristas Rafael Bittencourt e Andre Linhares, o baixista Luís Mariutti e o baterista Marco Antunes. Em 1992, Linhares foi substituído por Andre Hernades (que está tocando guitarra na banda solo de Andre Matos), eles gravaram seu primeiro álbum demo Reaching Horizons. Logo Hernandes também foi substituído, desta vez por Kiko Loureiro, que foi seguido por Marco Antunes deixando a banda em 1993, imediatamente antes da gravação do seu primeiro álbum Angels Cry. Alex Holzwarth (Rhapsody of Fire), foi escolhido como convidado para as sessões de gravação e depois Ricardo Confessori se juntou à banda para a turnê. Em 2000, Andre Matos, Luis Mariutti e Ricardo Confessori deixaram a banda, eventualmente formaram a banda de heavy metal Shaman. Em 2000, Edu Falaschi, Felipe Andreoli e Aquiles Priester se juntaram à banda para o lançamento do Rebirth. A banda também recrutou tecladistas em diferentes ocasiões, mas nunca recebeu um membro oficial. Em meados de 2008, Aquiles Priester deixou a banda devido a diferenças com outros membros da banda e em 2009, Ricardo Confessori confirmou seu retorno para assumir bateria. Em 2012 Edu Falaschi deixa a banda e Fabio Lione do Rhapsody of Fire entra em seu lugar. Em 2014 Confessori deixa a banda novamente e Bruno Valverde entra em seu lugar. Em 2015 Kiko Loureiro deixa a banda para se dedicar exclusivamente ao Megadeth, em seu lugar assume Marcelo Barbosa.

## Membros atuais
Rafael Bittencourt
Anos em atividade: 1991–presente
Instrumentos: guitarra, vocal (em algumas canções), vocal de apoio e teclado em algumas canções.
Contribuições: todos os lançamentos do Angra.
Felipe Andreoli
Anos em atividade: 2000–presente
Instrumentos: baixo, vocal de apoio e teclado em algumas canções.
Contribuições: todos os lançamentos do Angra desde Rebirth.
Felipe Andreoli foi recrutado para ser o baixista depois da saída de Luis Mariutti.
Fabio Lione
Anos em atividade: 2013–presente
Instrumentos: vocal
Contribuições: todos os lançamentos do Angra desde Angels Cry 20th Anniversary Tour.
Fabio Lione entrou no lugar de Edu Falaschi em 2013.
Bruno Valverde
Anos em atividade: 2014–presente
Instrumentos: bateria
Contribuições: todos os lançamentos do Angra desde Secret Garden.
Bruno Valverde foi chamado para o lugar de Ricardo Confessori, após a saída deste para se dedicar a outros projetos.
Marcelo Barbosa
Anos em atividade: 2015–presente
Instrumentos: guitarra
Contribuições: todos os lançamentos do Angra desde Ømni.
Marcelo Barbosa foi anunciado no show do Rock in Rio 2015 como substituto de Kiko Loureiro enquanto este se dedica a sua outra banda, Megadeth.

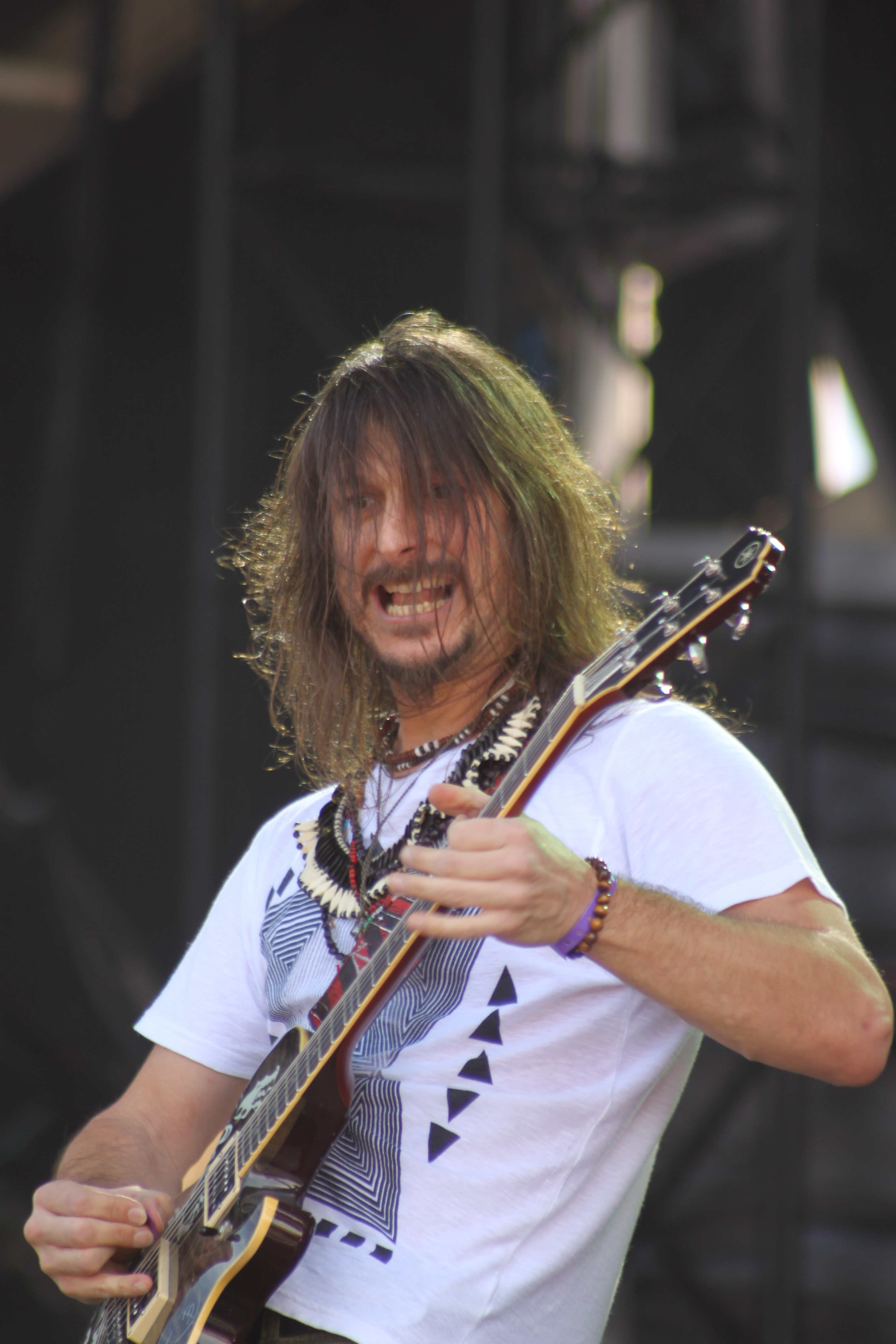
Rafael Bittencourt
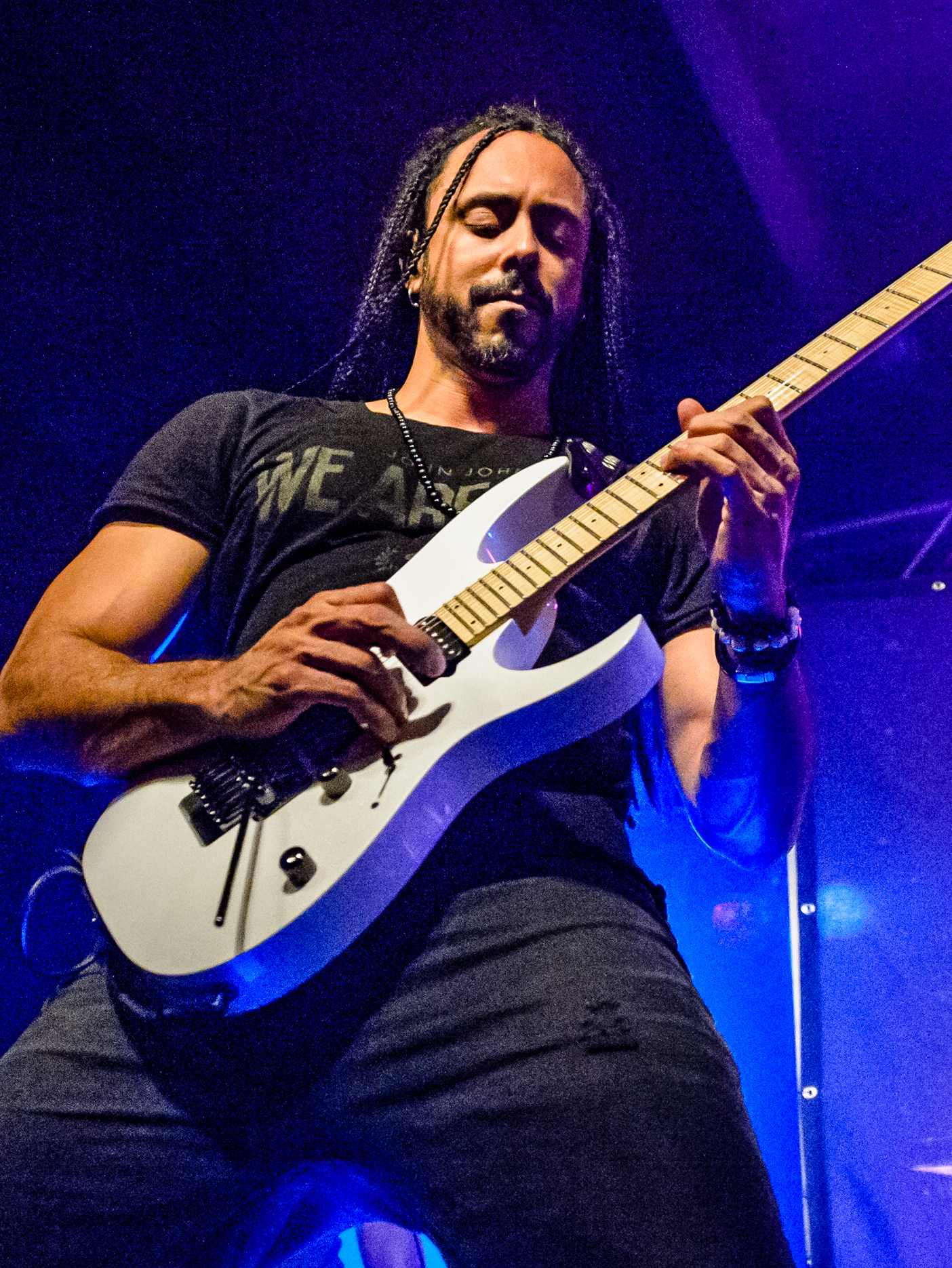
Marcelo Barbosa
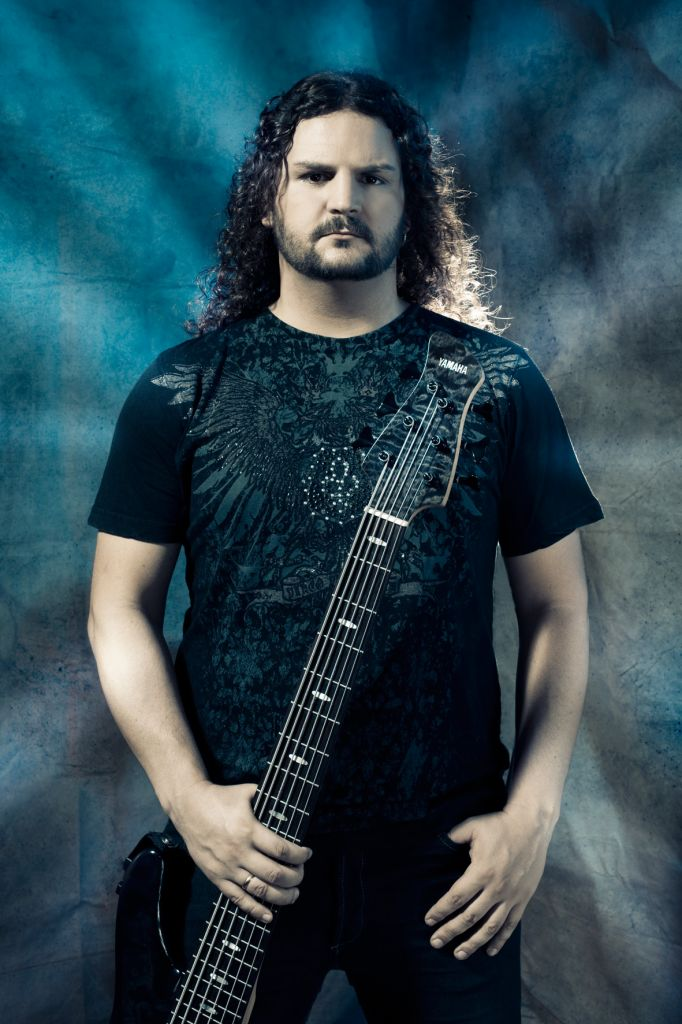
Felipe Andreoli
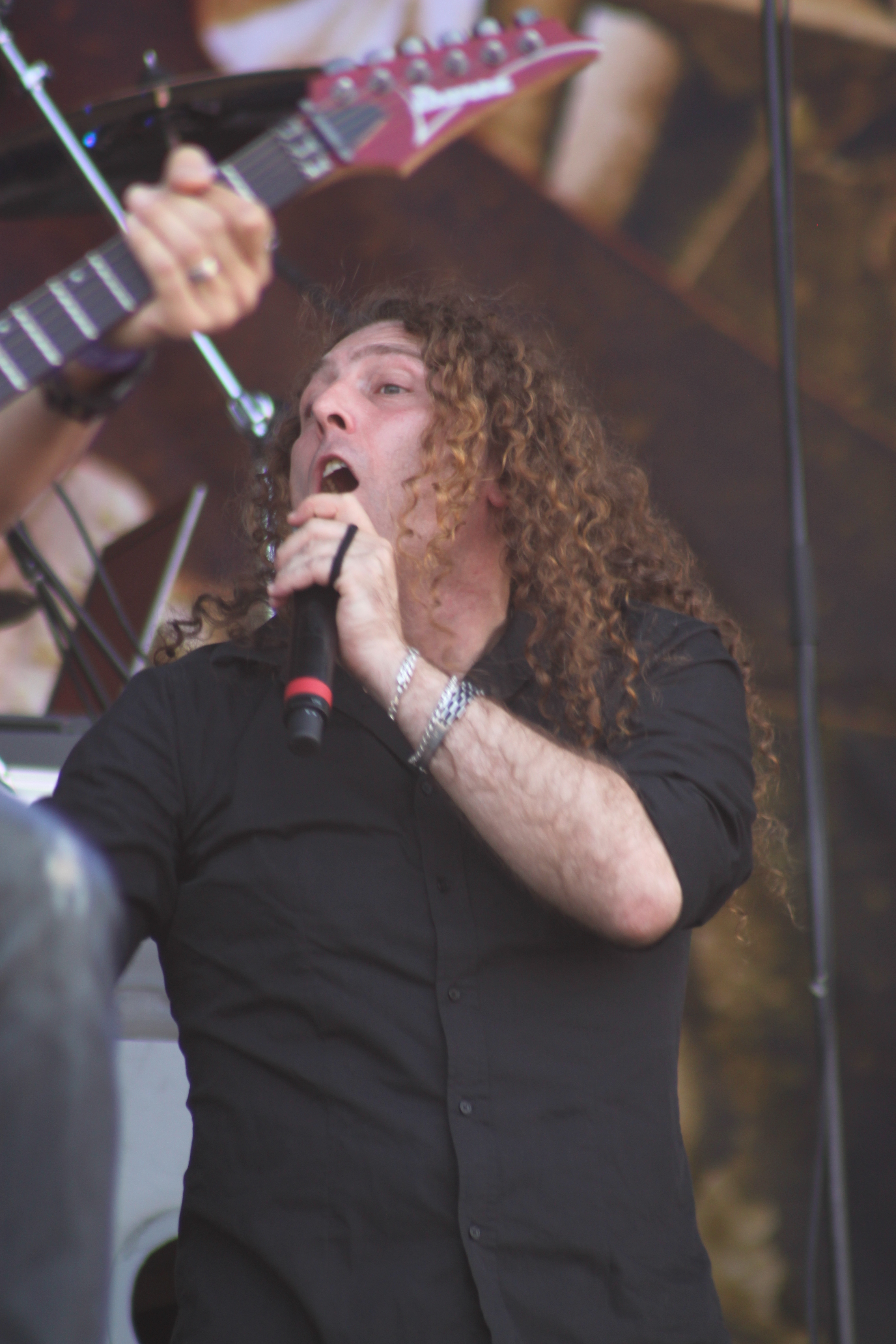
Fabio Lione
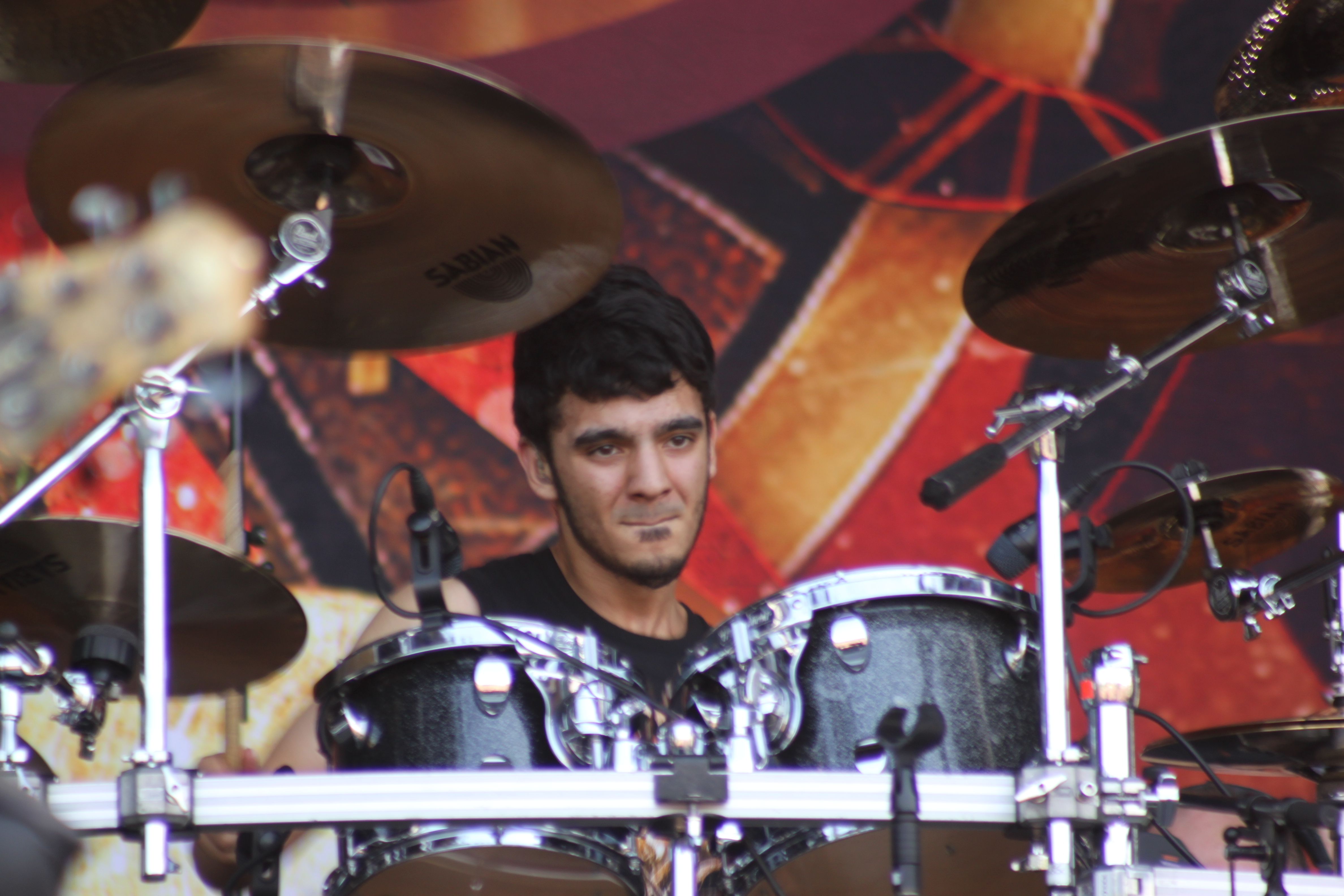
Bruno Valverde

Os membros atuais de Angra.

## Membros anteriores
Andre Matos
Anos em atividade: 1991–2000
Instrumentos: voz e teclado
Contribuições: todos os lançamentos de Angra até Fireworks
Luis Mariutti
Anos em atividade: 1991-2000
Instrumentos: baixo
Contribuições: todos os lançamentos de Angra até Fireworks
Andre Linhares
Anos em atividade: 1991
Instrumentos: guitarra
Contribuições: Não participou de lançamentos oficiais com o Angra.
André Hernandes
Anos em atividade: 1991-1992
Instrumentos: guitarra
Contribuições: Não participou de lançamentos oficiais com o Angra.
Marco Antunes
Anos em atividade: 1991–1993
Instrumentos: bateria
Contribuições: Reaching Horizons
Ricardo Confessori
Anos em atividade: 1993–2000/2009-2014
Instrumentos: bateria
Contribuições: todos os lançamentos de Angra desde Evil Warning até Fireworks e de Aqua até Angels Cry 20th Anniversary Tour
Aquiles Priester
Anos em atividade: 2001-2008
Instrumentos: bateria
Contribuições: todos os lançamentos de Angra desde Rebirth até Aurora Consurgens
Edu Falaschi
Anos em atividade: 2000–2012
Instrumentos: voz e teclado em algumas canções.
Contribuições: todos os lançamentos de Angra desde Rebirth até Aqua.
Edu Falaschi foi recrutado para ser o vocalista do Angra depois da saída de Andre Matos.
Kiko Loureiro
Anos em atividade: 1992–2018
Instrumentos: guitarra e vocal de apoio e teclado em algumas canções.
Contribuições: todos os lançamentos do Angra.

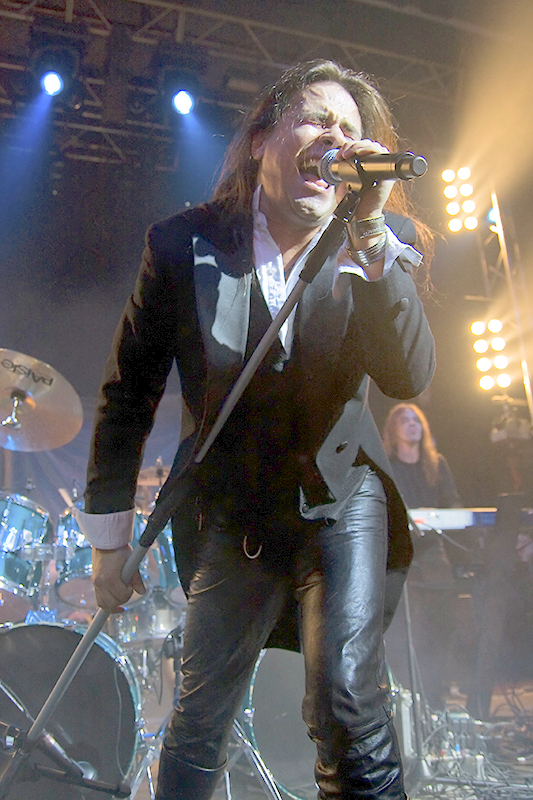
Andre Matos
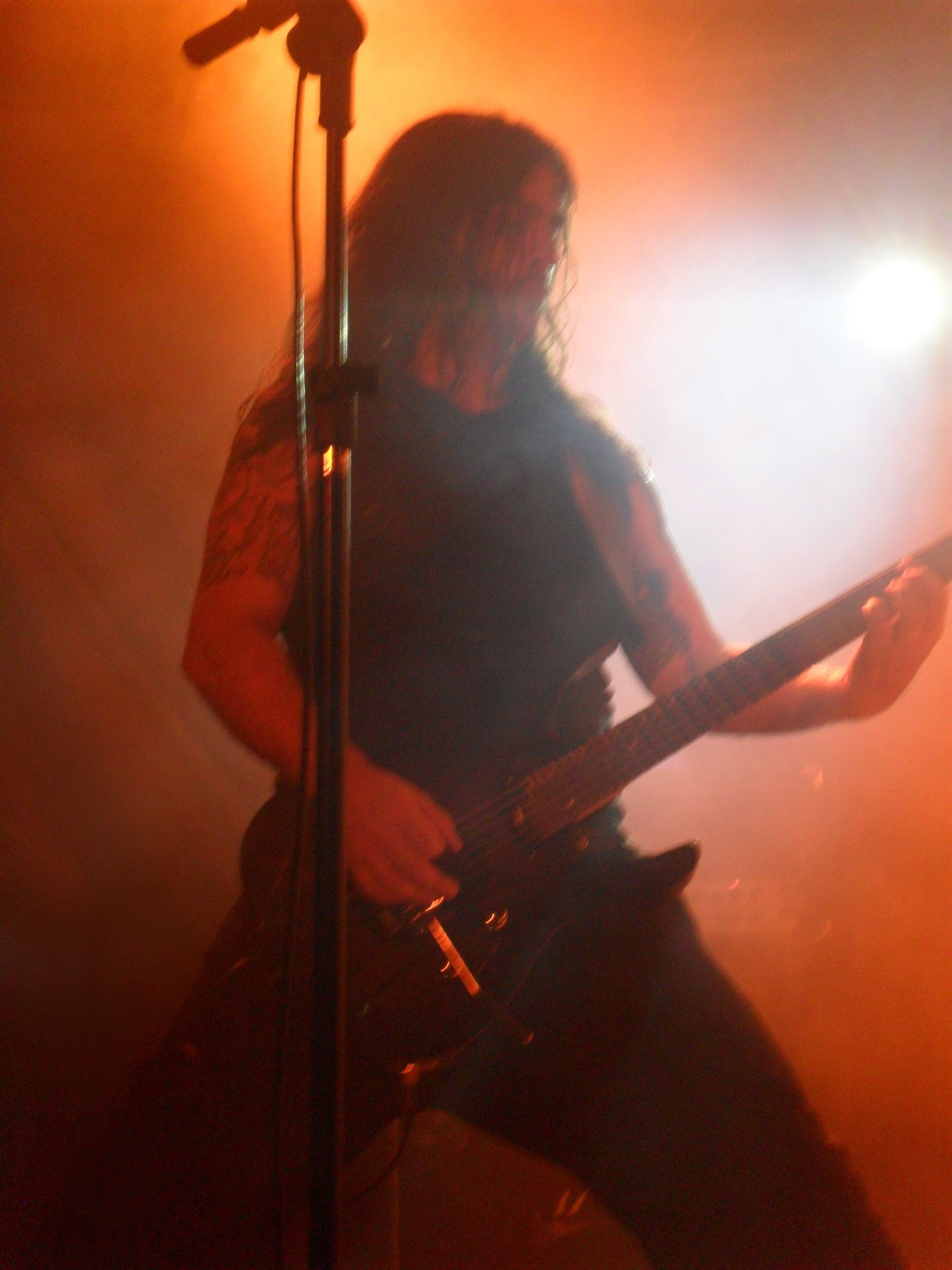
Ricardo Confessori
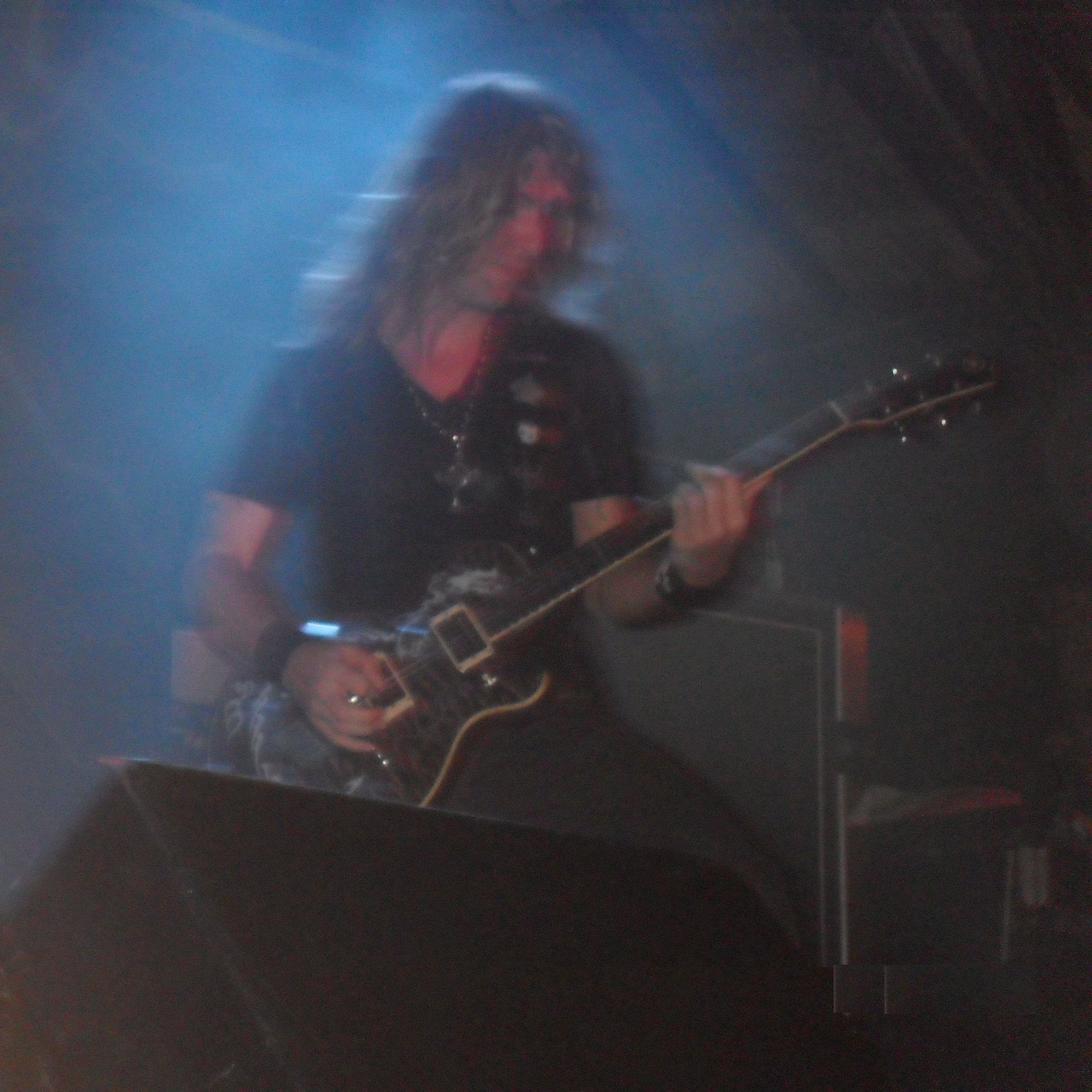
Edu Falaschi
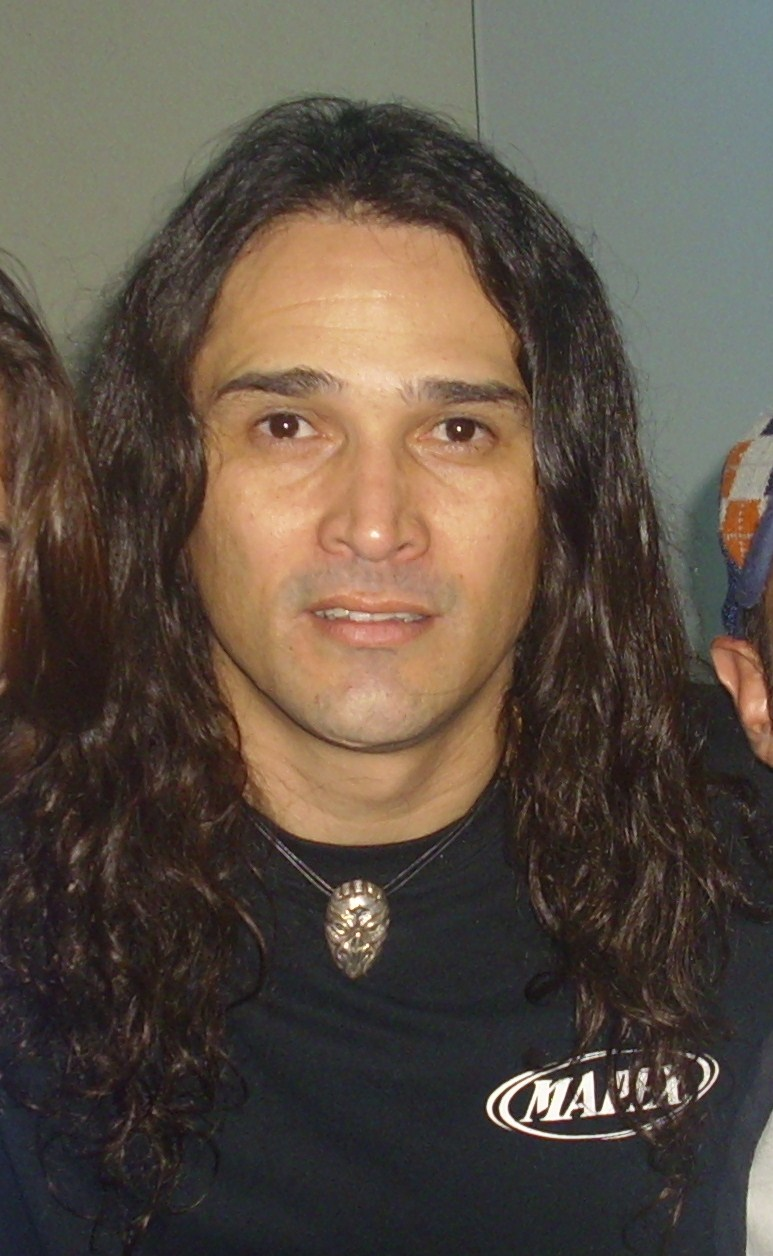
Aquiles Priester

## Músicos convidados

### Estúdio
Angels Cry
- Dirk Schlächter - guitarra em "Never Understand"
- Sascha Paeth - guitarra e violão em "Never Understand"
- Alex Holzwarth - bateria em todas as faixas menos "Wuthering Heights"
- Thomas Nack - bateria em "Wuthering Heights"
- Kai Hansen - guitarra em "Never Understand"

Holy Land
- Congas, Djembe, Timbales, caixa com Vassourinha, Clave, triângulo, repiniques e tons - Tuto Ferraz
- Efeitos percussivos, efeito de voz, apitos e tamborim - Castora
- Berimbau - Pixu Flores
- Viola - Ricardo Kubala
- Flauta - Paulo Bento
- Didgeridoo - Ben Bischoff
- Contrabaixo acústico - Holger Stonjek
- Coro - Grupo vocal Farrambamba
- Regente - Naomi Munakata
- Solistas - Celeste Gattai (Soprano), Mônica Tiele (Alto), Andre Matos (tenor) e Reginaldo Gomez (baixo)

Fireworks
- Violinos - Gavyn Wright, Dave Woodcock, Roger Garland, Rebecca Hirsch, Bem Cruft, Peter Oxer, Bill Benham, Perre Montague-Mason, Vaughan Armoon, Pat Kiernan, Boguslav Kostecki, Maciej *Rakowski, Dermot Crehan, David Nolan
- Violas - Peter Lale, George Robertson, Bob Smissen, Don McVay, Andy Parker, Jonathan Barritt
- Cellos - Anthony Pleeth, Justin Pearson, Cathy Giles, Martin Loveday, Paul Kegg, Dave Daniels
- Baixos - Chris Laurence, Paul Morgan

Rebirth
- Pianos e Teclados – Günter Werno
- Vozes maracatu na faixa 6 – Mestre Dinho e Grupo Woyekê
- Violoncello – Roman Mekinulov
- Percussão – Douglas Las Casas

Hunters and Prey
- Fábio Laguna - teclado

Rebirth World Tour: Live in São Paulo
- Fábio Laguna - teclado

Temple of Shadows
- Voz na faixa 12 – Milton Nascimento
- Voz na faixa 6 – Kai Hansen
- Voz na faixa 9 – Hansi Kürsch
- Voz nas faixas 2 e 8 – Sabine Edelsbacher
- Teclado – Miro Rodenberg
- Backing vocals adicionais nas faixas 3, 4 e 9 – Dennis Ward
- Quarteto de cordas Topcat – Alejandro Ramirez, Helena Imasato, Gustavo Pinto Lessa e Glauco Mashiro
- Piano na faixa 10 – Sílvia Góes
- Violoncello – Yaniel Matos
- Percussão – Douglas las casas

Aurora Consurgens
- Programação e sons – Júnior Rosetti
- Arranjos de Teclado e Orquestra – Fabrizio Di Sarno (faixas 1,2,4 e 8)
- Backing vocals adicionais no corro da faixa 2 – Patrícia Zanzoti, Zeca Loureiro e Rita Maria
- Percussão – Maurício Alves

Aqua
- Percussão - Guga Machado (Faixas 3, 4, 5, 6, 8, 9 e 10)
- Violino - Amon Lima (Faixas 1, 3, 6, 7 e 8)
- Violoncello - Yaniel Matos (Faixas 1, 3, 7 e 8)
- Piano/Orgão Hammond - Maria Ilmoniemi (faixas 4,8)
- Colaboração nos Teclados – Fabrizio di Sarno (faixa 5), Nei Medeiros (faixas 1 e 8) e Felipe Grytz (Faixas 2, 4, 6, e 10)
- Rosa Vocal - backing vocals

Secret Garden
- Simone Simons - vocal em "Secret Garden"
- Doro Pesch - vocal em "Crushing Room"
- Alírio Netto - backing vocals
- Bruno Sutter - backing vocals
- Alessio Lucatti - teclados

Ømni
- Sandy - vocal em "Black Widow's Web"
- Alissa White-Gluz - vocal em "Black Widow's Web"
- Kiko Loureiro - solo de guitarra em "War Horns"
- Francesco Ferlini - orquestrações (exceto "The Bottom of My Soul" e "Ømni - Infinite Nothing"), samplers adicionais em "Light of Transcendence"
- Ronaldo "Cordas" Oliveira - orquestrações em "The Bottom of My Soul" e "Ømni - Infinite Nothing", regência de cordas em "Light of Transcendence"
- Renato de Sá String Ensemble - cordas em "Light of Transcendence"
- Alessio Lucatti - teclados e arranjos (exceto "Insania" e "Always More")
- Nei Medeiros - teclados e arranjos em "Insania" e "Always More"
- Alírio Netto, Livia Dabarian, Georgia Melo, Claudya França e Gus Solaris - coros
- Dedé Reis, Wellington Sancho e Tiago Loei - percussão

Cycles of Pain
- Amanda Somerville - em "Tears of Blood"
- Lenine - em "Vida Seca""
- Vanessa Moreno - em "Tide of Changes - Part II", "Here In The Now" e "Here In The Now (Vanessa Moreno Version)"
- Fernanda Lira, Caio MacBeserra, Nando Fernandes May Puertas, Angel Sberse e BJ - coro em "Ride into the Storm"

### Ao Vivo
- Leck Filho - teclado (1993-1997)
- Fabrizio Di Sarno - teclado (nos primeiros shows da Fireworks Tour em 1998)
- Fábio Ribeiro - teclado (1993,1998-99, nos primeiros shows da banda e na "Fireworks Tour")
- Günter Werno - teclado (em algumas apresentações na Europa ao vivo na "Rebirth World Tour" em 2002)
- Fabio Laguna - teclado (2001-2007)
- Daniel dos Santos - teclado (2009)
- Amon Lima - violino (em apresentações ao vivo em alguns shows na Ásia na "Aqua World Tour" e no Rock in Rio 2011)
- Tarja Turunen - vocal (apresentação no Rock in Rio 2011 e Angels Cry 20th Anniversary DVD)
- Fabio Lione - vocal (2012 - 2013)

## Formações

### Gravações
| Álbum                    | Vocal        | Guitarra                             | Baixo           | Bateria                      | Teclado |
| ------------------------ | ------------ | ------------------------------------ | --------------- | ---------------------------- | --- |
| Reaching Horizons (1992) | Andre Matos  | Rafael Bittencourt / Kiko Loureiro   | Luis Mariutti   | Marco Antunes                | Andre Matos |
| Angels Cry (1993)        | Andre Matos  | Rafael Bittencourt / Kiko Loureiro   | Luis Mariutti   | Alex Holzwarth / Thomas Nack | Andre Matos |
| Holy Land (1996)         | Andre Matos  | Rafael Bittencourt / Kiko Loureiro   | Luis Mariutti   | Ricardo Confessori           | Andre Matos |
| Fireworks (1998)         | Andre Matos  | Rafael Bittencourt / Kiko Loureiro   | Luis Mariutti   | Ricardo Confessori           | Andre Matos |
| Rebirth (2001)           | Edu Falaschi | Rafael Bittencourt / Kiko Loureiro   | Felipe Andreoli | Aquiles Priester             | Günter Werno |
| Temple of Shadows (2004) | Edu Falaschi | Rafael Bittencourt / Kiko Loureiro   | Felipe Andreoli | Aquiles Priester             | Miro Rodenberg / Fábio Laguna                                                                                       |
| Aurora Consurgens (2006) | Edu Falaschi | Rafael Bittencourt / Kiko Loureiro   | Felipe Andreoli | Aquiles Priester             | Fabrizio Di Sarno / Kiko Loureiro                                                                                   |
| Aqua (2010)              | Edu Falaschi | Rafael Bittencourt / Kiko Loureiro   | Felipe Andreoli | Ricardo Confessori           | Fabrizio Di Sarno / Nei Medeiros / Felipe Grytz                                                                     |
| Secret Garden (2014)     | Fabio Lione  | Rafael Bittencourt / Kiko Loureiro   | Felipe Andreoli | Bruno Valverde               | Alessio Lucatti / André Alvinzi / Kaspar Dahlqvist / Mattias Hjelm / Nei Medeiros / Kiko Loureiro / Felipe Andreoli |
| Ømni (2018)              | Fabio Lione  | Rafael Bittencourt / Marcelo Barbosa | Felipe Andreoli | Bruno Valverde               | Alessio Lucatti / Nei Medeiros                                                                                      |
| Cycles of Pain (2023)    | Fabio Lione  | Rafael Bittencourt / Marcelo Barbosa | Felipe Andreoli | Bruno Valverde               | Nei Medeiros / Roger Lima / Antonio Teoli                                                                           |